# KeliFinder
KeliFinder.com fue una iniciativa del Consejo de la Juventud de España, financiada por el Ministerio de la Vivienda siendo ministra María Antonia Trujillo.
El objetivo de esta iniciativa fue proporcionar a los jóvenes españoles en un único portal la información relacionada con vivienda que generaban los ayuntamientos, comunidades autónomas y el Estado: planes, ayudas, convocatorias, futuras viviendas, legislación, direcciones útiles, páginas web, etc. Según cifras oficiales costó 140.000 euros, más los gastos de la campaña publicitaria, que incluía el reparto gratuito de 10 000 pares de zapatillas. Otras fuentes cifraron el gasto total de la campaña en 400.000 euros. Permaneció en línea desde mayo de 2006 hasta octubre de 2007 y a partir de entonces fue sustituido por ayudasviviendajoven.es, que recogía el testigo de la iniciativa anterior, manteniendo todos sus contenidos pero con un nuevo diseño y nuevos servicios para sus usuarios, sin embargo este último sitio también ha dejado de funcionar.

## Enlaces de interés
- Vivienda.
- Vivienda de Protección Oficial.